# Малтийска болонка
Малтийската болонка е порода кучета. Отнася се към породите на болонките и бишон-фризетата (френските болонки). Тя е малко куче. Породата се смята за древна и е свързана с остров Малта. Отличителна особеност на малтийските болонки е чисто белият цвят на окраската, въпреки че по стандартите на Международната федерация по кинология се допуска лек оттенък на слонова кост. По данни на същата федерация малтийската болонка е неспортно куче с много древен произход – италиански, или може би малтийски. По телосложение тя е малко куче, дължината на тялото не превишава височината в холката.

## Характеристика
Позната някога като малтийски териер, тази уравновесена, очарователна по природа и понякога чувствителна порода кучета не сменя козината си и се сдобива с дълга и разкошна космена покривка. Това създава проблем със сплъстяването на космите, особено на около осеммесечна възраст, когато бебешката козина се сменя с постоянна. Породата е подходяща за малки деца, но съвместната им игра трябва да е под наблюдение поради крехката структура на кучето. Физическата активност го привлича, но може да привикне към по-уседнал живот.

## История
Вероятно финикийските търговци са донесли древната порода „мелита“ (старото име на о. Малта) в Малта преди повече от 2000 години. Съвременната малтийска болонка може би е резултат от кръстосване на спаньоли с миниатюрни пудели.

## Темперамент
Доверчива и предана, често много игрива, въпреки размерите си.

## Глава
Леко закръглен череп. Муцуната е нежна и заострена, зъбите се срещат в ножична захапка. Устните са тънки и черни. Носът е черен на цвят.

## Очи
Големи, обли, тъмни, леко изпъкнали.

## Уши
Обилно покрити с дълги косми

## Тяло
Тялото е малко с леко удължено.

## Козина
Дълга, мека, без подкосъм. Козината е чисто бяла на цват с допустими кафеникаво-кремави оцветявания по гърба, понякога с кафеникав или лимоненожълт нюанс при ушите. Козината може да е къдрава около лапичките на Малтезера.

## Опашка
Тежестта на дългата козина предизвиква килване на опашката настрани, опашката може да се оприличи на дъга над гърба на кучетата от тази порода.

## Възпитание (дресиране)
Малтийските болонки, въпреки размера си са много игриви. Ако дресировката започне след 3-тия месец, болонката може да се научи да танцува, да прави различни трикове и съответно да бъде научена на хигиенни навици. Поколението от тази порода кучета са (е) толкова умно, че може да бъде научено да използва котешка тоалетна.

## Грижи за кучето
1. Козина – грижите за козината на Малтийските болонки са доста големи, за да може тя да изглежда винаги добре. Хубаво е, когато кучето порасне и се сдобие с дълга козина, пътят да бъде разделен, като пътната линия, започва от главата и продължи до опашката на Малтезера.
2. Разходки – заради малкия си размер кучето не изисква дълги разходки, достатъчно е да го разхождате 2 – 3 пъти на ден, но не на големи разстояния.
3. Къпане – при къпането на представители от тази порода кучета е необходимо да се използва балсам за такъв тип козина, понеже козината става доста дълга.
4. Прическа – върху главичката на Малтийските болонки се образува стърчащ кичур (перчем), който повечето от собствениците на тези кучета предпочитат да завържат с ластички или панделки, като най-често това са фиби или ластици. Препоръчително е козината да бъде ресана ежедневно, с помощта на метален гребен.
5. Облекло – облеклото на кучето е пожелание, но през зимата е хубаво на кучето да бъдат слагани обувки, които да предпазват нежните лапички на кучето. Много хора предпочитат да обличат своите домашни любимци от тази порода.